# Kažun
Kažuni, komarde, bunje, cemeri ili hiške su okrugla poljska skloništa, građena u tehnici suhozida, od prirodnog kamena, bez prozora. Obično je okruglog oblika, sa stožastim ili stepenastim vrhom.
Karakteristična su za Istru, ali i za druge dijelove uz hrvatsku obalu te druge države Sredozemlja.
U prapovijesti su služili za stanovanje, a kasnije za smještaj poljoprivrednog alata, te pastirima kao zaklon u vrijeme nevremena.
Slične varijacije postoje u ostalim dijelovima Hrvatske.
Postoje još i sljedeći nazivi:
- komarda
- bunja
- trim (na Hvaru), temelji nekih sežu i u kameno doba
- cemer (u Zagori)

Slovenija:
- hiška

Italija:
- trullo

## Vanjske poveznice
- Benkovacke bunje
- Bunja
- Kažuni u Istri  Arhivirana inačica izvorne stranice od 4. ožujka 2016. (Wayback Machine)
- 3 Bunja, trim, Dalmatia, Hvar; Croatia (engl.)